# Staatliche Kunstgewerbeschule Krakau

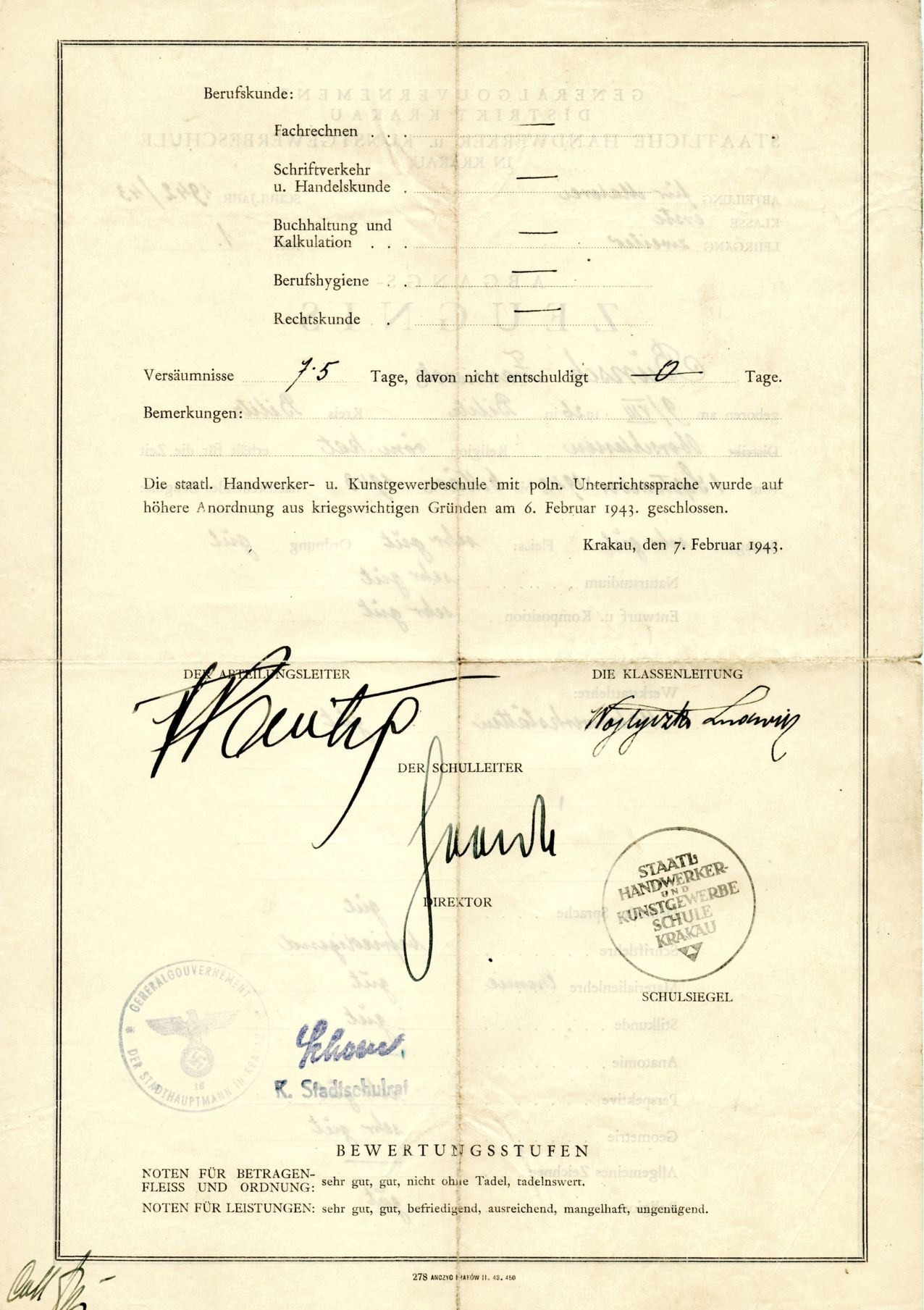
Świadectwo Kunstgewerbeschule
z 1943 z adnotacją o zamknięciu szkoły

Staatliche Kunstgewerbeschule Krakau (Państwowa Szkoła Rzemiosła Artystycznego w Krakowie) – artystyczna szkoła zawodowa założona przez władze niemieckie podczas okupacji niemieckiej w miejsce zamkniętej krakowskiej Akademii Sztuk Pięknych, początkowo jako kontynuacja przedwojennego Instytutu Sztuk Plastycznych w Krakowie. Uczniami szkoły było wielu późniejszych wybitnych polskich twórców oraz intelektualistów, działających w okresie powojennym. Z kręgu słuchaczy Kunstgewerbeschule wywodziła się także znaczna część uczestników Podziemnego Teatru Niezależnego Tadeusza Kantora. Istniała do 31 marca 1943.

## Historia
Na początku okupacji, 14 grudnia 1939, krótko po rozpoczęciu roku szkolnego, została zamknięta miejscowa Akademia Sztuk Pięknych. Jednocześnie na mocy rozporządzenia niemieckich władz okupacyjnych o szkolnictwie zawodowym podjęto decyzję o przeniesieniu krakowskiego Instytutu Sztuk Plastycznych, który nie posiadał przed wojną statusu wyższej uczelni, z dotychczasowej siedziby w gmachu Szkoły Przemysłowej do budynku warsztatów przy ul. Wenecja. Kadrę stanowili w większości przedwojenni nauczyciele szkoły, a nazwa nadana przez okupanta brzmiała: Staatliche Kunstgewerbeschule – Instytut Sztuk Plastycznych ul. Wenecja 2. Zajęcia w Kunstgewerbeschule rozpoczęły się 2 października 1939, pierwszy nowy nabór przeprowadzono w lecie 1940.
1 września 1940 przeniesiono szkołę do budynku zlikwidowanej Akademii Sztuk Pięknych, wśród przyjętych znajdowała się grupa studentów, którzy przed wybuchem wojny zdążyli rozpocząć naukę w ASP. Dyrektorem został przedwojenny dwukrotny rektor ASP w Krakowie, prof. Fryderyk Pautsch, pod nadzorem dyrektora niemieckiego. Obok wykładowców z Instytutu Sztuk Plastycznych (m.in. Witold Chomicz, Wiesław Zarzycki, architekci Wacław Krzyżanowski i Ludwik Wojtyczko) zatrudniono wybitnych profesorów przedwojennej akademii. Byli to m.in. Władysław Jarocki, Stanisław Kamocki, Józef Mehoffer, Fryderyk Pautsch, Ignacy Pieńkowski, Stanisław Popławski, Alfred Terlecki. Miejsce pracy znaleźli także wykładowcy związani z innymi miastami, np. grafik Stanisław Kuglin z Poznania, od 1942 także Ludwik Gardowski z Warszawy.
Po umieszczeniu w gmachu ASP krakowska Kuntsgewerbeschule, oparta na 5-letnim cyklu kształcenia, posiadała następujące wydziały: ogólny, malarstwa dekoracyjnego, grafiki, architektury wnętrz, tekstylny, ceramiczny, rzeźby oraz metalowy.
Od marca 1941 dyrektorem został mianowany działacz NSDAP od roku 1927, deputowany do Reichstagu, członek SA (1929) oraz SA-Brigadeführer (1934), rzeźbiarz Wilhelm Heerde. Mimo wysokich funkcji partyjnych postawa Heerdego do dziś budzi kontrowersje, gdyż oprócz polskich wykładowców zaangażował on artystów niemieckich spoza oficjalnego nurtu sztuki propagandowej, rzeźbiarzy: Roberta Bednorza, związanego z Bauhausem Waltera Merssmanna oraz Otto Beckmanna. Podjął także starania o zatrudnienie szykanowanego przez nazistów modernistycznego architekta Heinricha Lauterbacha, co ostatecznie nie doszło do skutku przed likwidacją szkoły.
Od 1941 nazwę zmieniono na Staatliche Kunstgewerbeschule – Krakau, Państwowa Szkoła Rzemiosła Artystycznego – Kraków. W ostatnim roku działalności szkoła nosiła już tylko nazwę niemiecką Staatliche Handwerker und Kunstgewerbeschule Krakau. W 1941 założono również produkujące wyroby rzemiosła artystycznego Warsztaty Krakowskie (1941–1943), które miały zatrudniać absolwentów, a ich wyroby wystawiane miały być na sprzedaż. Warsztaty określane były jako „jednostki samowystarczalne i samofinansujące”. Między innymi w pracowni ceramicznej kierowanej przez Tadeusza Szafrana uczniowie wykonywli w tym celu prace z fajansu (naczynia, figurki), kamionki (oprawy fontann ogrodowych), terakoty (donice).
Wobec zaostrzenia polityki w krajach okupowanych od stycznia 1943 rozpoczęto zamykanie poszczególnych wydziałów szkoły, która została zlikwidowana 31 marca 1943, dwa miesiące po klęsce stalingradzkiej. Wilhelm Heerde przeniósł się do Wiednia, inni nauczyciele niemieccy zostali zmobilizowani.

## Uczniowie
Szkoła mająca zgodnie z wolą władz Generalnego Gubernatorstwa przygotowywać jedynie rzemieślników, w rzeczywistości stworzyła możliwość kształcenia zarówno w przedmiotach artystycznych, jak i podstawach historii sztuki oraz ogólnej wiedzy humanistycznej wielu przyszłym malarzom, jak Tadeusz Brzozowski, Zbigniew Kowalewski, Edward Krasiński, Janina Kraupe, Jerzy Kujawski, Kazimierz Mikulski, Jerzy Nowosielski, Jan Szancenbach. Wśród uczniów byli także m.in. późniejsi graficy: Franciszek Bunsch, Adam Hoffmann, Jerzy Panek, Zbigniew Rychlicki, Stanisław Wójtowicz, scenografowie: Ali Bunsch, Andrzej Cybulski, Bolesław Kamykowski, Lidia Minticz, Jerzy Skarżyński, Marcin Wenzel, aktorzy: Bronisław Pawlik, Marta Stebnicka, reżyser filmowy Wojciech Jerzy Has, historycy sztuki Mieczysław Porębski i Marek Rostworowski, krytyk Andrzej Kijowski, poetka i portrecistka Zofia Garbaczewska-Pawlikowska, językoznawca Irena Klemensiewicz (Bajerowa), ceramik i technolog ceramiki Bolesław Książek.
Szczególną rolę odegrał wydział malarstwa dekoracyjnego, który za sprawą polskich profesorów kontynuował wprawdzie w ograniczonej formie, jednak całkowicie wbrew zarządzeniom okupanta program przedwojennej ASP. Dzięki temu uczniom szkoły umożliwiono po wojnie podjęcie dalszych studiów w reaktywowanej krakowskiej Akademii Sztuk Pięknych, w większości przyjmując ich od razu na II lub nawet III rok.
Ze środowiska słuchaczy Kunstgewerbeschule wywodziła się również znaczna część uczestników Podziemnego Teatru Niezależnego Tadeusza Kantora (1942–1944).